# Жирмунский мост
Жирмунский мост (лит. Žirmūnų tiltas) — автодорожный железобетонный рамно-консольный мост через реку Нярис в Вильнюсе, Литва. Соединяет левобережный район Антакальнис с правобережным районом Жирмунай. Мост включён в Регистр культурных ценностей Литовской Республики, охраняется государством (код 16770). Первый рамно-консольный мост, построенным в СССР. Одно из выдающихся произведений советского мостостроения 1960-х годов. 

## Расположение
Расположен в створе улицы Тускулену, соединяя её с Оланду. На правом берегу к мосту подходят улицы Щейминишкю и Жирмуну, на левом — Антакальнё и улица Тадеуша Костюшко. Рядом с мостом расположен костёл Святых Петра и Павла.
Выше по течению находится мост Шило, ниже — мост Короля Миндаугаса.

## История
Проект был разработан ленинградским проектным институтом «Ленпромтранспроект» (главный инженер С. А. Гершанок). Строительство началось  в 1964 году. Работы производил Мостостроительный район №4 Министерства автомобильного транспорта и шоссейных дорог Литовской ССР. Ноги рамы бетонировались на месте на временных опорах. Ригельная и консольные части моста монтировались навесным способом. Открытие моста состоялось 6 ноября 1965 года. В 1971 году проектировщики и строители моста были награждены премией Совета Министров СССР.
В 2001 году проведена реконструкция моста. 
В 2010 году в рамках проекта «Знаки Вильнюса» скульптора Кунотаса Вильджюнаса под мостом была подвешена скульптура «Королевское яблоко» (лит. Karališkasis obuolys).

## Конструкция
Мост трёхпролётный железобетонный рамно-консольный. Пролётное строение представляет собой трехшарнирную раму с консолями и подвесками. Центральный пролет размером 100 м перекрыт трехшарнирной рамой из предварительно напряжённого железобетона с консолями, выходящими в боковые пролёты. На консоли опираются подвесные балочные пролётные строения длиной 16,8 м. В поперечном сечении ригель рамы состоит из 4 балок коробчатого сечения переменной высоты. Ноги рам и часть ригеля у опор из монолитного железобетона, остальная часть моста — сборная, из блоков длиной до 3,75 м и массой до 20 т, общее количество блоков — 128 штук. Высота ригеля меняется от 3,4 м у стоек до 0,9 и в середине центрального пролёта; высота консолей также переменная — от 2,95 до 1,17 м. Подвесные пролётные строения — сборные железобетонные по типовому проекту Союздорпроекта, выпуск 56. Фундаменты рамы монолитные, на вертикальных и наклонных железобетонных забивных сваях. Общая длина моста составляет 181,4 м, ширина моста – 21,5 м (из них ширина проезжей части 14 м и 2 тротуара по 3 м).
Мост предназначен для движения автотранспорта и пешеходов. Проезжая часть включает в себя 4 полосы для движения автотранспорта. Покрытие проезжей части и тротуаров — асфальтобетон. Тротуары отделены от проезжей части металлическим барьерным ограждением. Перильное ограждение металлическое простого рисунка.